# Exbury (cheval)
Exbury (1959–1979) est un cheval de course, de race pur sang anglais, participant aux courses hippiques de plat. Propriété de Guy de Rothschild, entraîné par Geoffroy Watson et monté par Jean Deforge. Il remporte le Prix de l'Arc de Triomphe en 1963.

## Carrière de courses
Élevé au haras de Meautry par son propriétaire Guy de Rothschild, ce petit alezan est envoyé à l'entraînement à Chantilly où il est placé sous la responsabilité du Britannique Geoffroy Watson. Débutant par une victoire en août à Deauville, il ne peut remporter d'autre succès à 2 ans mais obtient des accessits. À 3 ans, Exbury confirme qu'il est l'un des meilleurs poulains de sa génération, sans toutefois parvenir à obtenir un grand succès. Il se classe troisième du Prix du Jockey Club de Val de Loir, deuxième de Match II dans le Grand Prix de Saint-Cloud mais seulement sixième du Prix de l'Arc de Triomphe remporté par Soltikoff. Finalement tardif, c'est 1963 qui sera son année, durant laquelle il demeure invaincu en cinq sorties et se révèle en véritable champion. Après une rentrée victorieuse, il entame son sans-faute par un spectaculaire dans le Prix Ganay, où il laisse à quatre longueurs Val de Loir, puis va mettre à la raison les Britanniques dans la Coronation Cup, à nouveau d'une rue, par six longueurs. Il confirme sa suprématie chez les chevaux d'âge en battant une nouvelle fois Val de Loir dans le Grand Prix de Saint-Cloud.  
Exbury obtient une juste consécration dans le Prix de l'Arc de Triomphe, dénouement parfait d'une exceptionnelle saison. Sa performance est considérée comme l'une des meilleures de l'histoire de l'Arc, et Timeform lui attribue un rating exceptionnel de 138. Il obtient naturellement le titre de cheval de l'année 1963 en France. En 1969, le Prix Boïard, qu'il a remporté en 1963, est renommé Prix Exbury, une course de groupe 3 disputée à Saint-Cloud. 

### Résumé de carrière
| Date        | Hippodrome  | Pays        | Course                    | Distance    | jockey       | Place       | Écart       | Vainqueur ou deuxième |
| 1961, 2 ans | 1961, 2 ans | 1961, 2 ans | 1961, 2 ans               | 1961, 2 ans | 1961, 2 ans  | 1961, 2 ans | 1961, 2 ans | 1961, 2 ans           |
| ----------- | ----------- | ----------- | ------------------------- | ----------- | ------------ | ----------- | ----------- | --------------------- |
| Août        | Deauville   | France      | Maiden                    |             |              | 1er         |             |                       |
|             |             | France      |                           |             |              | 2e          |             |                       |
|             |             | France      |                           |             |              | 2e          |             |                       |
|             |             | France      |                           |             |              | 2e          |             |                       |
| 1962, 3 ans |             |             |                           |             |              |             |             |                       |
|             |             | France      |                           |             | Jean Deforge |             |             |                       |
|             |             | France      | Prix Daru                 | 2 100 m     | Jean Deforge | 1er         |             | Sénéchal              |
| Juin        | Chantilly   | France      | Prix du Jockey Club       | 2 400 m     | Jean Deforge | 3e / 18     | 1 ½         | Val de Loir           |
| Juillet     | Saint-Cloud | France      | Grand Prix de Saint-Cloud | 2 500 m     | Jean Deforge | 2e          |             | Match II              |
| Septembre   | Longchamp   | France      | Prix Henry Foy            | 2 200 m     | Jean Deforge | 1er         |             | Catilina              |
| Octobre     | Longchamp   | France      | Prix de l'Arc de Triomphe | 2 400 m     | Jean Deforge | 6e / 24     |             | Soltikoff             |
| 1963, 4 ans |             |             |                           |             |              |             |             |                       |
| 23 mars     | Longchamp   | France      | Prix Boïard               | 2 000 m     | Jean Deforge | 1er         | cte tête    | Snob                  |
| 15 avril    | Longchamp   | France      | Prix Ganay                | 2 100 m     | Jean Deforge | 1er         | 4           | Val de Loir           |
| 30 mai      | Epsom       | Royaume-Uni | Coronation Cup            | 2 400 m     | Jean Deforge | 1er         | 6           | Hethersett            |
| 7 juillet   | Saint-Cloud | France      | Grand Prix de Saint-Cloud | 2 500 m     | Jean Deforge | 1er         |             | Val de Loir           |
| 6 octobre   | Longchamp   | France      | Prix de l'Arc de Triomphe | 2 400 m     | Jean Deforge | 1er / 15    | 2           | Le Mesnil             |

## Au haras
Installé au haras de Meautry, Exbury devient un étalon au succès relatif, donnant tout de même de bons éléments dont le meilleur fut le Wildenstein Crow (St. Leger, Coronation Cup, Prix Eugène Adam, deuxième du Prix de l'Arc de Triomphe).

## Origines
Issu de l'élevage Rothschild, Exbury est un fils de Le Haar, un lauréat du Prix Jean Prat. Sa mère, Greensward a aussi produit Meautry lauréat de groupe I en Allemagne.

### Pedigree
| Origines de Exbury (FR), mâle alezan né en 1959 | Origines de Exbury (FR), mâle alezan né en 1959 | Origines de Exbury (FR), mâle alezan né en 1959 | Origines de Exbury (FR), mâle alezan né en 1959 |
| ----------------------------------------------- | ----------------------------------------------- | ----------------------------------------------- | ----------------------------------------------- |
| Père Le Haar                                    | Vieux Manoir                                    | Brantôme                                        | Blandford                                       |
| Père Le Haar                                    | Vieux Manoir                                    | Brantôme                                        | Vitamine                                        |
| Père Le Haar                                    | Vieux Manoir                                    | Vieille Maison                                  | Finglas                                         |
| Père Le Haar                                    | Vieux Manoir                                    | Vieille Maison                                  | Vieille Canaille                                |
| Père Le Haar                                    | Mince Pie                                       | Téléférique                                     | Bacteriophage                                   |
| Père Le Haar                                    | Mince Pie                                       | Téléférique                                     | Beauté de Neige                                 |
| Père Le Haar                                    | Mince Pie                                       | Cannelle                                        | Biribi                                          |
| Père Le Haar                                    | Mince Pie                                       | Cannelle                                        | Armoise                                         |
| Mère Greensward                                 | Mossborough                                     | Nearco                                          | Pharos                                          |
| Mère Greensward                                 | Mossborough                                     | Nearco                                          | Nogara                                          |
| Mère Greensward                                 | Mossborough                                     | All Moonshine                                   | Bobsleigh                                       |
| Mère Greensward                                 | Mossborough                                     | All Moonshine                                   | Sélène                                          |
| Mère Greensward                                 | Stargrass                                       | Noble Star                                      | Hapsburg                                        |
| Mère Greensward                                 | Stargrass                                       | Noble Star                                      | Hesper                                          |
| Mère Greensward                                 | Stargrass                                       | Grass Window                                    | Son-in-Law                                      |
| Mère Greensward                                 | Stargrass                                       | Grass Window                                    | Silver Grass (famille 2-f)                      |